# Johanna Buska

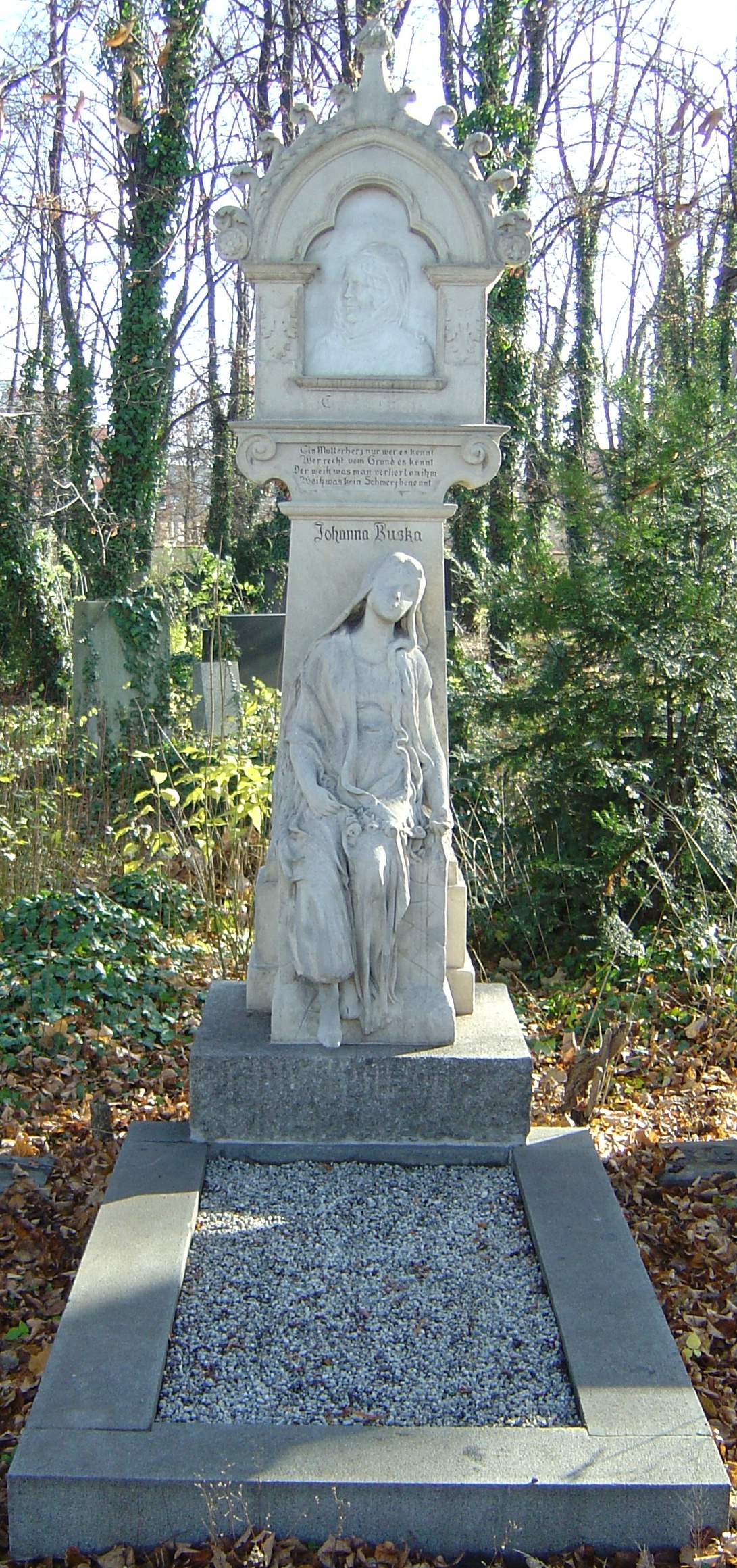
Hrob Johanny Busky a její matky na evangelickém hřbitově ve Strašnicích

Johanna Buska (také Johanna Katharina Butzkow, Jana Butzková, Johanna hraběnka von Török, Johanna Neumann, Jana Neumannová; 24. května 1848, Königsberg, Východní Prusko – 16. května 1922 Drážďany, Německo) byla německá herečka konce 19. století. Její otec byl Johann Butzkow a matka Pawla rozená Lösch.

## Život

### Počátky kariéry
Již jako desetiletá hrávala v ochotnických inscenacích v Královci (Kaliningradu). V sedmnácti letech se představila v roli Katynky z Heilbronnu. Kariéru profesionální herečky začala v menších rolích ve Dvorním divadle v Berlíně. V roce 1867 ji intendant Botho von Hülsen angažoval ve Dvorním divadle ve Wiesbadenu. Do Berlína se vrátila v roce 1868 ve věku 23 let, v roce 1871 ji pak intendant Alexander von Königk-Tollert angažoval ve Dvorním divadle v Petrohradě. Její představení dne 23. dubna 1873 navštívil ruský car Alexandr II. a německý císař Vilém I. Pruský. V letech 1874 - 1880 pak působila ve Dvorním městském divadle ve Vídni.
V letech 1874 - 1880 byla přítelkyní korunního prince Rudolfa. Na příkaz císaře Františka Josefa I. se 20. května 1880 ve věku 32 let jejím manželem stal 68letý penzionovaný člen císařské tělesné gardy generálporučík Miklós Kázmér hrabě Török de Szendrõ.[zdroj⁠?!] Dne 14. února 1881 se ji narodil syn Alexander Török. Generálporučík Török zemřel po dlouhé nemoci 6. června 1884.

### Pražské působení
V roce 1886 ji v Praze angažoval ředitel Královského zemského německého divadla Angelo Neumann. Za svého působení v Královském zemském německém divadle a poté v Novém německém divadle vystoupila v řadě hlavních rolí, například v divadelních hrách Zaza (Berton-Simon), Fedora (Sardou), Die Tochter des Herrn Fabricius (Wilbrandt), Heimat, Ehre, Haubenlerche (Sudermann), Ein Fallissement (Bjørnson), Die fremde Frau (Bisson), Die ofizielle Frau (Kessler-Jungk-Witerberg)[zdroj⁠?!]. Dne 6. listopadu 1887 se v Bratislavě za Angelo Neumanna provdala, dne 18. prosince 1888 se jim v Praze narodila dcera Angela Elisabeth, přezdívaná Mimi.
Po smrti Angelo Neumanna dne 20. prosince 1910 Johanna Buska již v divadle nikdy nehrála, krátce se ještě podílela na řízení Nového německého divadla a poté se stáhla do ústraní. V posledních letech života žila v péči své dcery Angely a zetě MUDr. Arnolda Gottlieba v Sanatoriu Gottlieb v Legerově ulici č.p. 1854/22 v Praze.

### Závěr života a smrt
V průběhu léčebného pobytu v lázních Bílý jelen u Drážďan dne 16. května 1922 zemřela. Syn z prvního manželství Alexander Török nechal její ostatky převést do Prahy a dne 19. května 1922 pohřbít do hrobu její dávno zesnulé matky na Evangelickém hřbitově ve Strašnicích, nedaleko od hrobu Angelo Neumanna.
Náhrobek číslo 9 se jménem nápisem původně identifikovaným jako Johanna Huska s dalším starším nečitelným jménem byl díky své umělecké a památkové hodnotě rozhodnutím Ministerstva kultury České republiky v roce 2002, spolu se 14 dalšími náhrobky na Evangelickém hřbitově ve Strašnicích, prohlášen kulturní památkou a v roce 2008 zrestaurován pod vedením RNDr. Mileny Nečáskové.
V listopadu 2010 na základě rekonstrukce faktů z úředních dobových záznamů z archivů v Drážďanech a v Praze, z dobových periodik a pozůstalostních spisů vyšlo najevo, že se jedná o společný hrob této herečky a její matky Pawly Butzkow.